# Beniamino Vergani
Beniamino Vergani (Montebelluna, 22 junho 1863 – 15 julho 1927) foi um xadrezista italiano.
Aprendeu o jogo aos 20 anos, tendo como seu mestre o engenheiro G.B. Dall'Armi, forte jogador amador de Montebelluna. Em 1895, a revista Lo Sport Illustrato, pela qual colaborava, conseguiu inscrevê-lo no Torneio de Hastings (Inglaterra), por muitos considerado como o maior torneio de xadrez do século XIX.
O Clube de Xadrez Beniamino Vergani (Circolo Scacchistico Beniamino Vergani), activo no território de Montebelluna e arredores, é dedicado à sua memória.